# Siergiej Jegorow
Siergiej Jegorowicz Jegorow (ros. Сергей Егорович Егоров, ur. 29 lipca?/11 sierpnia 1905 w Jarcewie, zm. 3 lipca 1959 w Moskwie) – radziecki wiceminister spraw wewnętrznych (1954-1956), generał major, szef Zarządu obozów Gułag NKWD w okresie od 5 października 1954 do 4 kwietnia 1956.

## Życiorys
Urodzony w rodzinie rosyjskiego tkacza, pracował jako pastuch, od września 1924 członek partii komunistycznej RKP(b)/WKP(b), w 1931 ukończył studia w Instytucie Chemiczno-Technologicznym w Moskwie, w którym potem był pracownikiem naukowym. Od maja 1932 do lutego 1938 w Armii Czerwonej, szef sekcji szkoleniowej i p.o. kierownika wydziału Akademii Wojskowo-Chemicznej Armii Czerwonej, od lutego 1938 do marca 1939 zastępca kierownika Wydziału Przemysłowego KC WKP(b).
Od 5 marca do 11 października 1939 zastępca naczelnika Zarządu komunistycznych obozów koncentracyjnych Gułag NKWD ZSRR w stopniu starszego majora bezpieczeństwa państwowego, od 11 października 1939 do 12 maja 1945 I zastępca szefa Dalstroja (Zarządu Budownictwa na Dalekiej Północy) NKWD ZSRR, 14 lutego 1943 awansowany na komisarza bezpieczeństwa państwowego, od 12 marca do 15 września 1945 szef Zarządu 9 i zastępca szefa Głównego Zarządu Obozów Przedsiębiorstw Górniczo-Metalurgicznych NKWD ZSRR, 9 lipca 1945 mianowany generałem majorem. Od 15 września 1945 do 30 października 1946 szef Zarządu 2 Pierwszego Głównego Zarządu przy Radzie Ministrów ZSRR, od 30 października do 12 listopada 1936 zastępca szefa Zarządu 1 Pierwszego Głównego Zarządu przy Radzie Ministrów ZSRR, od 16 kwietnia 1949 do 12 stycznia 1952 1 zastępca szefa Głównego Zarządu Jenisejstroja MWD ZSRR, od 12 stycznia 1952 do 26 marca 1954 szef Zarządu Budownictwa nr 508 i Poprawczego Obozu Pracy MWD w Sowieckiej Gawani, od 26 marca 1954 do 28 kwietnia 1956 zastępca ministra spraw wewnętrznych ZSRR, równocześnie od 5 października 1954 do 4 kwietnia 1956 szef Gułagu MWD ZSRR.
Jeden z głównych organizatorów krwawego stłumienia powstania więźniów w obozie koncentracyjnym w Kengirze w maju-czerwcu 1954.
Od 1956 na wyższych stanowiskach w Ministerstwie Spraw Wewnętrznych ZSRR oraz Obrony Przeciwlotniczej Okręgu Moskiewskiego.
Zmarł w 1959 w Moskwie. Pochowany na cmentarzu Nowodziewiczym (kwatera 1-40-5).

## Odznaczenia
- Order Lenina (17 października 1943)
- Order Czerwonego Sztandaru (25 czerwca 1954)
- Order Czerwonego Sztandaru Pracy (dwukrotnie - 11 stycznia 1941 i 24 lutego 1945)
- Order Czerwonej Gwiazdy (6 sierpnia 1949)
- Order „Znak Honoru” (26 kwietnia 1940)

I 4 medale.